# Princesse Sandukht
 (janvier 2025).
Princesse Sandukht (en arménien : Սանդուխտ), Sandoukht ou Sainte Santoukhd, dont le nom signifie "Arche", est une vierge, martyre chrétienne arménienne, laquelle est la première femme arménienne à avoir épouser le christianisme, en ayant été convertie par l'apôtre Jude,. Elle est la fille du Roi Sanatruk Ier.

## Histoire
Le Roi Sanatruk Ier d'Arménie découvrit que sa fille s'était convertie au christianisme, et l'implora à renoncer à sa foi récente et de revenir à sa religion natale (le zoroastrisme), en vain. Le roi emprisonna sa fille, la vierge Sandoukht, ainsi que l'apôtre Jude, leur infligeant de sévères tortures. Le gouverneur du palais royal, un prince arménien, essaya de persuader Sandoukht d'abandonner le christianisme. Au lieu de cela, il se convertit à la foi chrétienne. Finalement, incapable d'accepter la situation plus longtemps, le roi ordonna l'exécution de Jude et de sa propre fille Sandoukht, martyrisée à Shavarshan, la résidence secondaire de la famille royale arménienne.
Selon une version de l'histoire, à l'instant où le soldat plongea son épée dans le cœur de la sainte vierge, une agréable odeur flottait dans l'air, et une vive lumière en forme de pilier enflammé apparut dans le ciel, planant au-dessus du corps de Sandoukht pendant trois jours et trois nuits. Plus de 2000 témoins de ce miracle se convertirent au christianisme et furent baptisés cet nuit-là. Jude enterra le corps de Sandoukht au même endroit. Il fut exécuté huit jours plus tard.

## Reliques
Au Ve siècle, sous le règne du Catholicos Hovhannès Ier Mandakouni et du Marzban Vahan Ier Mamikonian, un ermite nommé Kirakos, qui vivait dans une grotte près de Shavarshan, apprit leur emplacement grâce à une vision et, creusant aux endroits indiqués par la vision avec un prêtre , ont trouvé les saintes reliques. Sa renommée se répand dans tout le territoire arménien, une grande célébration est organisée et de nombreuses personnes sont guéries de diverses maladies grâce au pouvoir de ces saintes reliques.

## Fête
La commémoration de Sandoukht était célébrée séparément dans l'ancien calendrier, et n'a été combinée que plus tard avec celle de l'apôtre Jude (selon le témoignage d'Ormanian).